# Saxicola ferreus
La tarabilla gris (Saxicola ferreus) es una especie de ave paseriforme de la familia Muscicapidae propia de Asia.

## Distribución y hábitat
Se extiende desde el Himalaya y China, por el norte del subcontinente indio y las regiones continentales del sudeste asiático. Su hábitat natural son los bosques húmedos tropicales y subtropicales tanto de montaña como de tierras bajas, así como las zonas de matorral y los herbazales.